# Liste der Naturdenkmale in Bärenthal
| Naturdenkmale | Anzahl |
| ------------- | ------ |
| FND           | 4      |
| END           | 0      |
| Gesamt        | 4      |

Die Liste der Naturdenkmale in Bärenthal nennt die verordneten Naturdenkmale (ND) der im baden-württembergischen Landkreis Tuttlingen liegenden Stadt Bärenthal. In Bärenthal gibt es insgesamt vier als Naturdenkmal geschützte Objekte, alle sind flächenhafte Naturdenkmale (FND), keines ist ein Einzelgebilde-Naturdenkmal (END).
Stand: 31. Oktober 2016.

## Flächenhafte Naturdenkmale (FND)
| Name                                       | Bild | Kennung     | Einzelheiten                      | Position | Fläche Hektar | Datum         |
| ------------------------------------------ | ---- | ----------- | --------------------------------- | -------- | ------------- | ------------- |
| Bäralauf mit Ufervegetation                | BW   | 83270160006 | Bärenthal, Fridingen an der Donau | ⊙        | 13,2          | 18. Jan. 1993 |
| Trockenhang oberhalb der Ensisheimer Mühle |      | 83270040001 | Bärenthal                         | ⊙        | 2,0           | 20. Nov. 1986 |
| Wasserfall mit Kalkquellflur               |      | 83270040002 | Bärenthal                         | ⊙        | 0,1           | 5. Apr. 1993  |
| Weidbuchenhain am Schneider Kreuz          | BW   | 83270040006 | Bärenthal                         | ⊙        | 0,2           | 24. Sep. 2008 |
| Legende für Naturdenkmal                   |      |             |                                   |          |               |               |